# Гургенидзе, Владимир Робертович
Владимир Робертович Гургенидзе (1956 — 24 августа 2017) — советский и российский акробат, тренер по спортивной акробатике. Заслуженный тренер СССР.

## Биография
Родился в 1956 году в семье старшего тренера сборной Грузинской ССР по спортивной акробатике, что во многом и определило его дальнейшую судьбу. Получил высшее педагогическое образование, уже во время учёбы в институте начал тренировать. Также лично выступал на различных соревнованиях. Был чемпионом СССР по спортивной акробатике 1975 года в четвёрке.
Имел почётные звания «Заслуженный тренер Грузинской ССР», «Заслуженный тренер СССР», «Заслуженный тренер РСФСР».
С 2006 года и до конца жизни — главный тренер сборной России. Также был тренером сборной Московской области.
Более пятнадцати лет проработал в детско-юношеской спортивной школе в посёлке Старый городок Одинцовского района. За всё время своей тренерской деятельности Владимир Гургенидзе подготовил 19 заслуженных мастеров спорта, свыше 50 мастеров спорта международного класса, 36 чемпионов мира и Европы. Среди его подопечных такие именитые спортсмены, как десятикратный чемпион мира Реваз Гургенидзе; чемпионы мира, победители Всемирных игр и первых Европейских игр Марина Чернова и Георгий Патарая, Николай Супрунов, Игорь Мишев, Николай Брызгалов, Валентин Четверкин, Александр Курасов и Максим Чулков.
Имя Владимира Робертовича Гургенидзе было внесено в энциклопедию «Лучшие люди России». С 2006 года, когда он занял пост главного тренера, членами сборной России было завоёвано на чемпионатах и первенствах мира и Европы 146 медалей, из них 92 — золотые.
Умер 24 августа 2017 года в Московской области на шестьдесят первом году жизни.

### Семья
Супруга — Заслуженный тренер России Лариса Борисовна Гургенидзе-Таварткиладзе. Сыновья — Реваз Гургенидзе, Теймураз Гургенидзе, оба — заслуженные мастера спорта России и заслуженные тренеры России.